# Glycyphana florensis
Glycyphana florensis är en skalbaggsart som beskrevs av Valck Lucassen 1936. Glycyphana florensis ingår i släktet Glycyphana och familjen Cetoniidae. Inga underarter finns listade i Catalogue of Life.